# Pungarabato (kommun i Mexiko)
Pungarabato är en kommun i Mexiko.   Den ligger i delstaten Guerrero, i den södra delen av landet, 200 km sydväst om huvudstaden Mexico City. Antalet invånare är 36 466. Arean är 127 kvadratkilometer.
Terrängen i Pungarabato är platt åt nordväst, men åt sydost är den kuperad.
Följande samhällen finns i Pungarabato:
- Ciudad Altamirano
- Querendas
- Sinahua
- Los Limones
- La Bolsa
- Tierra Blanca